# ウィル・アンダーソン・ジュニア
ウィリアム・アンダーソン・ジュニア（William Anderson Jr., 2001年9月2日 - ）は、アメリカ合衆国ジョージア州ハンプトン出身のアメリカンフットボール選手。NFLのヒューストン・テキサンズに所属している。ポジションはディフェンシブエンド。

## 経歴

### カレッジ
アラバマ大学に進学し、1年目の2020年シーズンから先発に定着。このシーズンは7サック、10.5ロスタックルを記録してオールSECセカンドチームに選出され、チームはCFPナショナルチャンピオンシップで優勝した。
2021年シーズンは17.5サック、31ロスタックルを記録。SECの最優秀守備選手賞、カレッジで最も優れた守備選手に贈られるブロンコ・ナガースキー賞など、数々の賞を受賞した。
2022年シーズン、2022年11月17日の試合でインターセプトから25ヤードのタッチダウンを記録した。このシーズンは51タックル、10.5サックを記録し、2年連続でSEC最優秀守備選手賞、ブロンコ・ナガースキー賞などを受賞した。シーズン終了後、2023年のNFLドラフトにアーリーエントリーした。
| シーズン | 試合 | タックル | タックル | タックル | タックル | タックル | インターセプト | インターセプト | インターセプト | インターセプト | インターセプト | ファンブル | ファンブル | ファンブル | ファンブル |
| シーズン | 試合 | Solo     | Ast      | Total    | Loss     | Sack     | Int            | Yards          | Avg            | TD             | PD             | FR         | Yards      | TD         | FF         |
| -------- | ---- | -------- | -------- | -------- | -------- | -------- | -------------- | -------------- | -------------- | -------------- | -------------- | ---------- | ---------- | ---------- | ---------- |
| 2020     | 13   | 34       | 18       | 52       | 10.5     | 7        | 0              | 0              | 0              | 0              | 0              | 0          | 0          | 0          | 1          |
| 2021     | 15   | 56       | 45       | 101      | 31       | 17.5     | 0              | 0              | 0              | 0              | 3              | 0          | 0          | 0          | 0          |
| 2022     | 12   | 24       | 27       | 51       | 17       | 10       | 1              | 25             | 25             | 1              | 1              | 0          | 0          | 0          | 0          |
| 通算     | 30   | 114      | 90       | 204      | 58.5     | 34.5     | 1              | 25             | 25             | 1              | 4              | 0          | 0          | 0          | 1          |

### ヒューストン・テキサンズ
| 6 ft 3+1⁄2 in (192 cm)          | 253 lb (115 kg) | 33+7⁄8 in (86 cm) | 9+7⁄8 in (25 cm) | 4.60 s | 1.61 s | 2.64 s |
| All values from the NFL Combine |                 |                   |                  |        |        |        |

2023年のNFLドラフトにて全体3位でヒューストン・テキサンズから指名され、その後4年総額3,520万ドルのルーキー契約を結んだ。